# Philematium longiceps
Philematium longiceps là một loài bọ cánh cứng trong họ Cerambycidae.